# Gouvernement Paul Biya (1)
Pour les articles homonymes, voir Gouvernement Paul Biya.
République
Premier gouvernement du Cameroun unifié Gouvernement Paul Biya (2)
Le président Ahmadou Ahidjo est réélu le 5 avril 1975 et nomme Paul Biya à la tête du gouvernement de la République unie du Cameroun. Celui-ci forme son gouvernement le 30 juin 1975 qui est composé de 26 ministres dont 2 ministres chargés de mission.

## Gouvernement du 30 juin 1975

### Premier Ministre
| Fonction         | Prénom &Nom |
| ---------------- | ----------- |
| Premier Ministre | Paul Biya   |

### Ministres
| Fonction                                      | Prénom &Nom              |
| --------------------------------------------- | ------------------------ |
| Administration Territorial                    | Philémon Yang            |
| Affaires Étrangères                           | Adamou Ndam Njoya        |
| Affaires Étrangères                           | Jean Keutcha             |
| Affaires Sociales                             | Delphine Tsanga          |
| Agriculture                                   | Gilbert Andze Tsoungui   |
| Agriculture                                   | Joseph Awounti Chongwain |
| Cabinet Civil de la Présidence                | Philémon Beb à Don       |
| Chargé des Relations avec les Administrations | Christian Bongwa         |
| Économie et Plan                              | Robert Naah              |
| Économie et Plan                              | Youssoufa Daouda         |
| Éducation Nationale                           | Bernard Bidias à Ngon    |
| Éducation Nationale                           | Dorothy Njeuma           |
| Élevage et Industries animales                | Maikano Abdoulaye (en)   |
| Finances                                      | Hamadou Moustapha        |
| Finances                                      | Marcel Yondo             |
| Fonction Publique                             | Vroumsia Tchinaye        |
| Information et Culture                        | René Ze Nguélé           |
| Inspection Générale de l’État et Réforme      | Charles Onana Awana      |
| Jeunesse et Sports                            | Félix Tonye Mbog         |
| Justice                                       | Joseph Charles Doumba    |
| Mines et Énergie                              | H.N. Elangwé             |
| Santé Publique                                | Fokam Kamga              |
| Transports                                    | John Monie-Nkengong      |
| Travail et Prévoyance                         | Paul Dontsop             |

### Ministres Chargés de Mission
| Fonction                    | Prénom &Nom         |
| --------------------------- | ------------------- |
| Ministre Chargés de Mission | François Sengat Kuo |
| Ministre Chargés de Mission | Yadji Adboulaye     |